# Oiseaux inaptes au vol

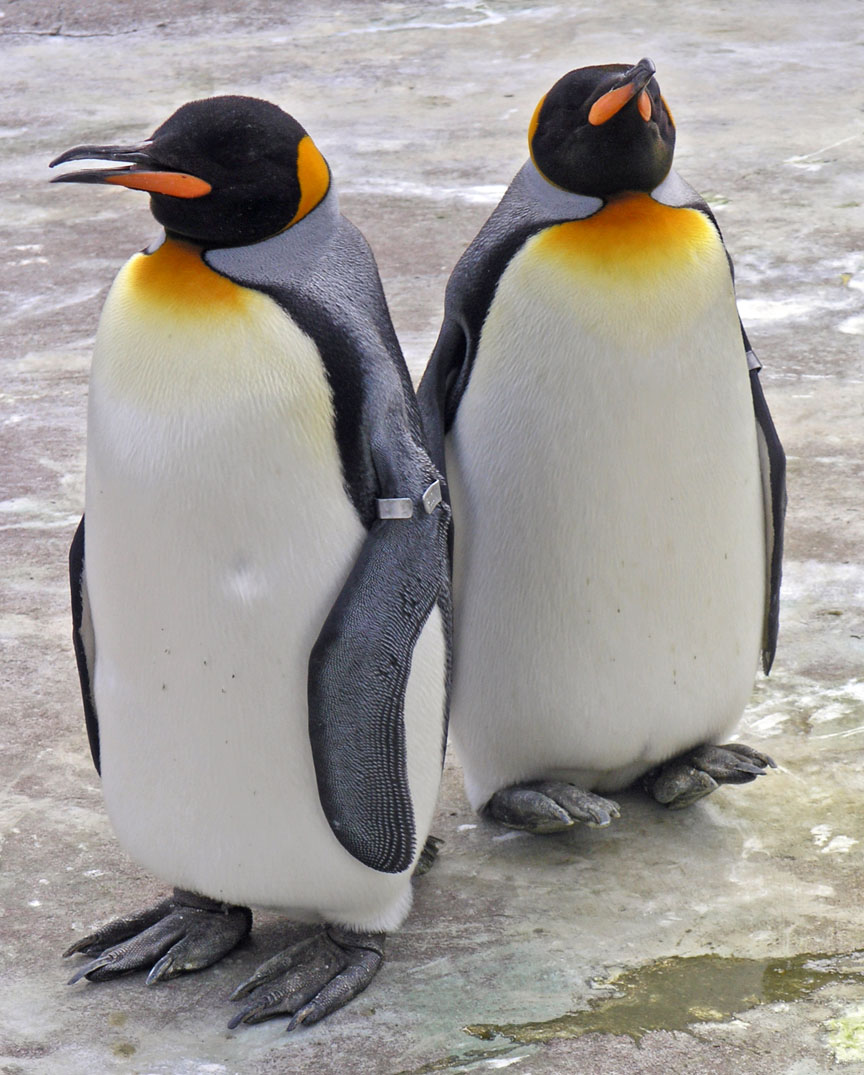
Manchot royal.

Les oiseaux inaptes au vol sont des oiseaux dont la capacité à voler a disparu au cours de l'évolution.
Ces espèces, relativement peu nombreuses, ont compensé cette perte par une aptitude à la course (ex : Autruche) ou à la nage (ex : Manchot). Mais elles descendent toutes d'un ancêtre doté de la capacité de voler.
Plusieurs de ces espèces ont disparu depuis plusieurs siècles, victimes de la chasse par les humains, dont le fameux Dodo. Il subsiste aujourd'hui environ une quarantaine d'ordres d'oiseaux incapables de voler, les plus connus étant les Struthioniformes (autruches), les Casuariiformes (casoars et émeus), les Rheiformes (nandous), les Apterygiformes (kiwis) et les Sphenisciformes (manchots).

## Histoire évolutive
Une perte d'aptitude au vol a été retrouvée dans 26 familles d'oiseaux (dans 17 ordres différents), avec d'importantes modifications du squelette et de la musculature des oiseaux concernés. De telles modifications sont apparues plusieurs fois au cours de l'évolution (peut-être pour des « raisons » différentes). Les modifications génétiques et moléculaires en cause ne sont pas encore bien comprises.
Il est tentant de faire un lien entre la perte de capacité de vol et l'augmentation de taille et de poids des oiseaux comme les autruches (qui peuvent atteindre un poids de 160 kg), mais il existe de petits oiseaux aptères, tels que les kiwis, le plus petit étant le Râle atlantis.
Grâce à l'isolement insulaire et à l'absence de prédateurs, certains oiseaux ont évolué en formes endémiques naines ou géantes ou inaptes au vol.
L'inaptitude au vol pourrait être liée à une économie des moyens de fuite contre les prédateurs et une économie des moyens de dispersion (réduction de l'investissement métabolique pour rechercher de la nourriture, des partenaires, pour coloniser de nouveaux milieux lorsque la population est fixée).

### Le cas du cormoran des Galapagos
Pour mieux comprendre les moteurs de ce type d'évolution et en particulier de la transformation de la taille des membres associée à la perte du vol, des chercheurs ont étudié un cas de perte récente de vol, chez le cormoran des Galapagos (Phalacrocorax harrisi), la seule des 40 espèces de cormorans actuelles qui ne vole pas, ne disposant plus que d'une paire d'ailes atrophiées.
Les analyses phylogénétiques laissent penser que cette évolution ne date que d'il y a environ 2 millions d'années (durée très courte à l'échelle de l'évolution). Une approche de génomique (comparative et prédictive) s'est basée sur les séquences génomiques de P. harrisi comparées à celles de trois espèces de cormorans génétiquement proches, afin de mettre en évidence des éléments génomiques qui pourrait avoir contribué à une perte d'aptitude au vol. Ce travail a mis en évidence un nombre élevé de gènes mutés aussi retrouvés dans les ciliopathies (en) squelettiques humaines (dont Ofd1, Evc, Wdr34 et Ift122) ; des expériences faites chez le ver Caenorhabditis elegans ont confirmé que le rôle de la protéine IFT122 pourrait suffire à affecter la fonction ciliaire ; or le cilium primaire est essentiel pour la signalisation Hedgehog (Hh) chez les vertébrés, et les individus victimes de ciliopathies ont de petits membres et des cages thoraciques réduites, qui évoquent le phénotype de P. harrisi. Une autre délétion génétique (quatre acides aminés perdus, dans le domaine de la régulation de Cux1) a été aussi trouvée, or ce facteur de transcription est connu pour réguler la croissance des membres du poulet, et « les quatre acides aminés manquants sont parfaitement conservés chez tous les oiseaux et les mammifères séquencés à ce jour ». Les auteurs ont testé l'effet de cette suppression sur une lignée cellulaire chondrogénique et montré qu'elle affecte les cils cellulaires. Ces mutations pourraient avoir été fixées via une sélection naturelle positive associées à la perte de vol chez cet oiseau.

## Espèces d'oiseaux incapables de voler
Les genres (indiqués en italique) ou espèces d'oiseaux de cette liste, classés selon leur ordre, datent tous de l'époque Holocène.
Les ordres, genres ou espèces éteints sont indiqués à l'aide d'un obèle (†).

### Aepyornithiformes†
- Aepyornis †  (4 espèces)
- Mullerornis †  (3 espèces)

### Struthioniformes

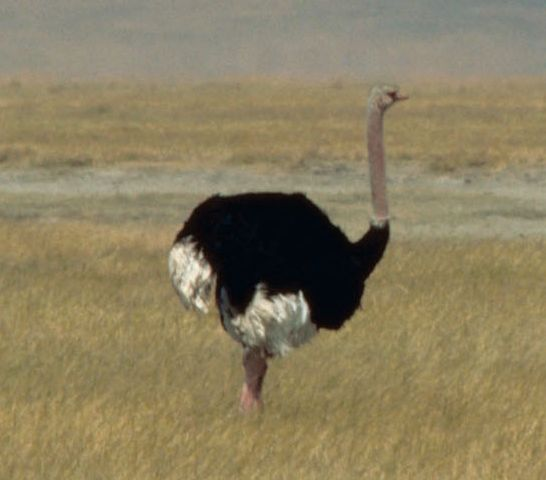
Autruche.

- Autruche d'Afrique
- Autruche de Somalie

### Casuariiformes
- Émeu
- Émeu de Baudin †
- Émeu noir †
- Casuariidae (3 ou 4 espèces)

### Dinornithiformes †
- Moa †

### Apterygiformes
- Kiwi austral

### Rheiformes
- Rhea (2 espèces)

### Anseriformes

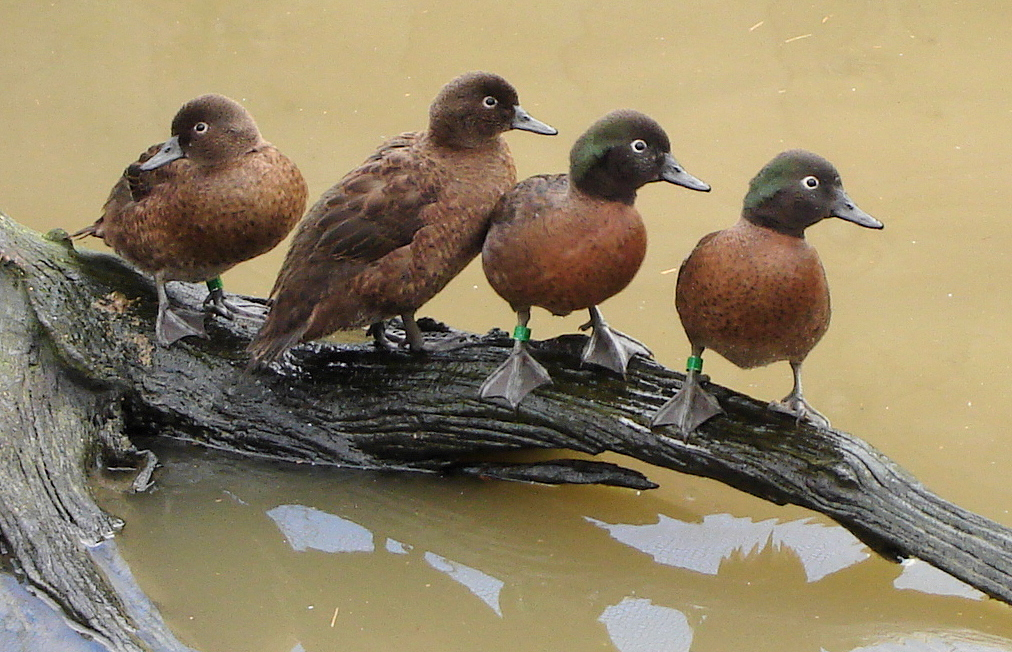
Sarcelle de Campbell.

- Moa-nalo †
- Anas pachyscelus †
- Brassemer cendré
- Brassemer des Malouines
- Brassemer à tête blanche
- Sarcelle brune
- Sarcelle de Campbell
- Dromornis † (2 espèces)
- Genyornis † (1 espèce)
- Chendytes lawi †
- Talpanas lippa †
- Cnemiornis †

### Galliformes
- Sylviornis † (1 espèce)

### Podicipediformes
- Grèbe de Taczanowski
- Grèbe microptère
- Grèbe de l'Atitlan † (probablement incapable de voler)[6]

### Suliformes

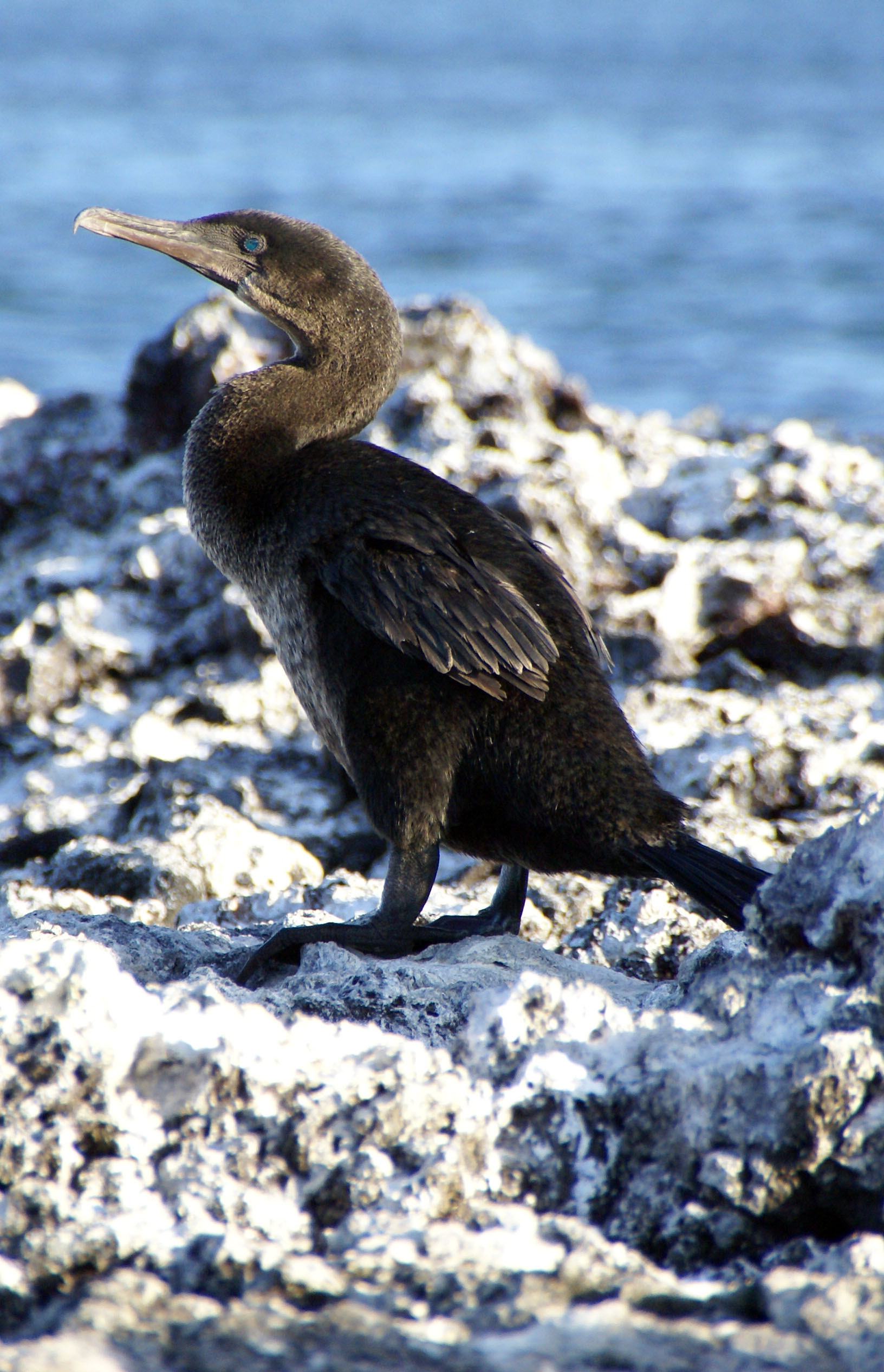
Cormoran aptère.

- Cormoran aptère

### Sphenisciformes
D'après la classification de référence du Congrès ornithologique international (version 2.9, 2009) :
- Aptenodytes (2 espèces)
- Pygoscelis (3 espèces)
- Eudyptes (7 espèces)
- Megadyptes (1 espèce)
- Eudyptula (1 espèce)
- Spheniscus (4 espèces)

### Coraciiformes
- Huppe de Sainte-Hélène †

### Ciconiiformes
- Apteribis †
- Xenicibis xympithecus †
- Leptoptilos robustus †

### Gruiformes
- Grus cubensis †
- Râle de Maurice †
- Râle de Rodrigues †

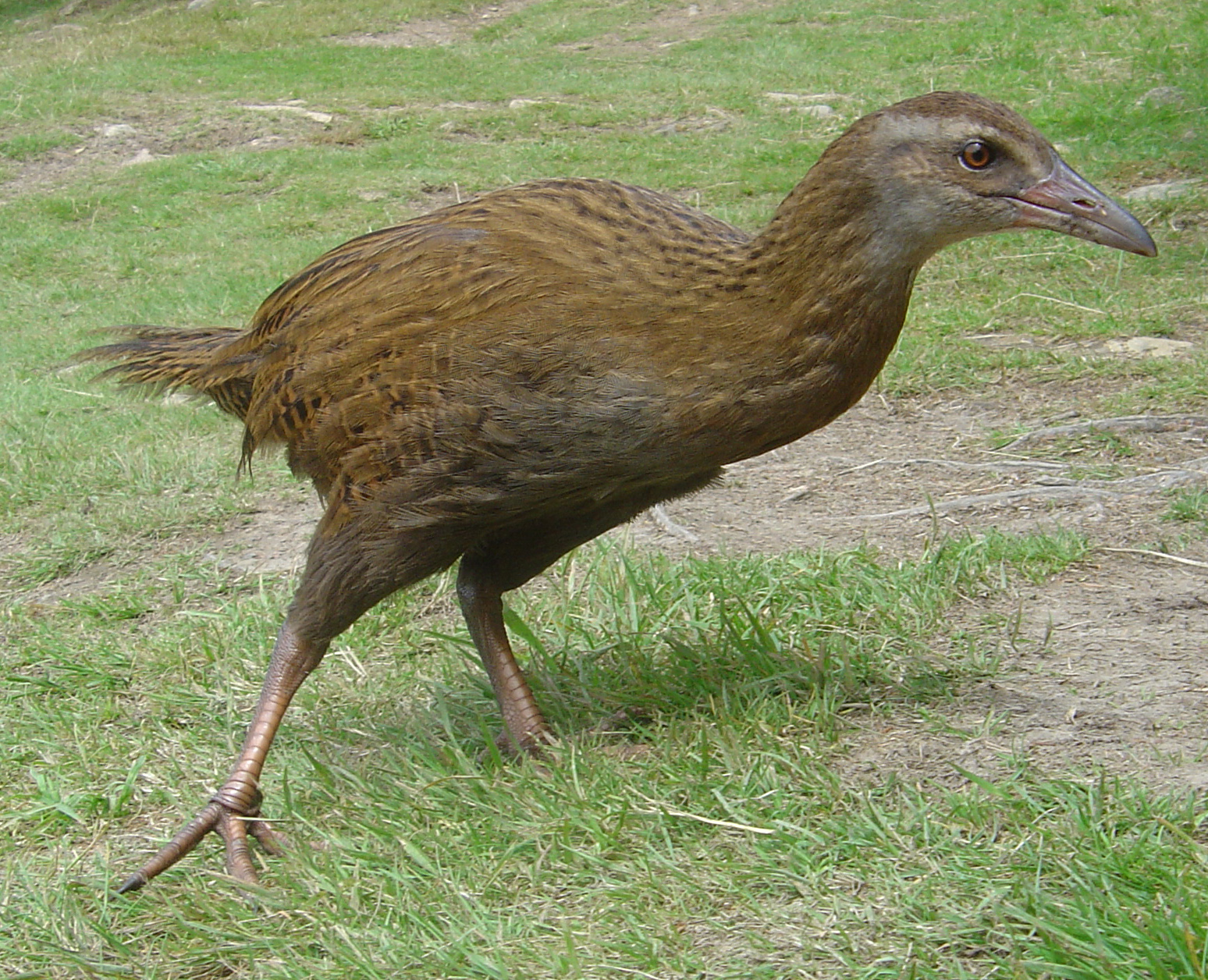
Weka.

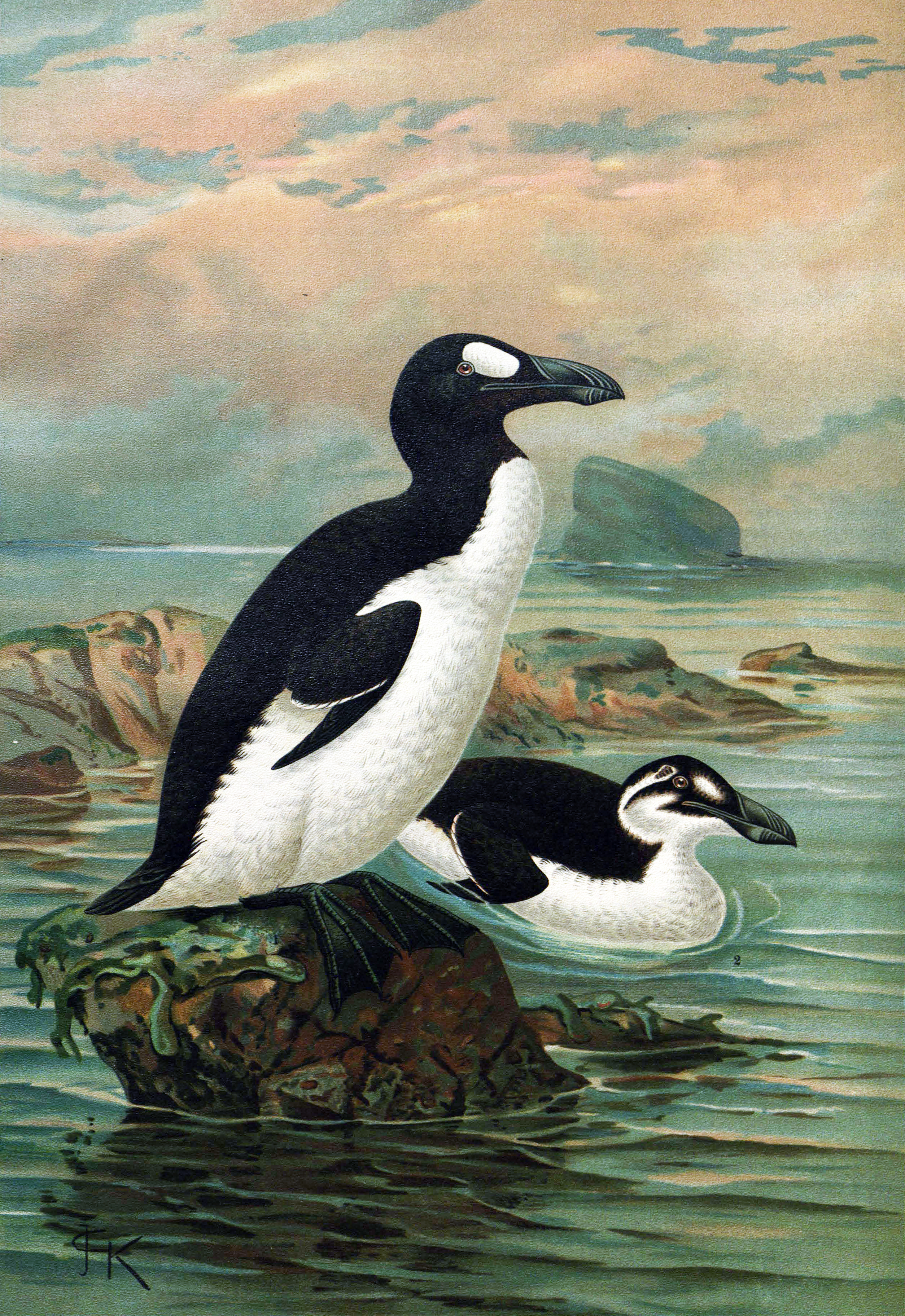
Grand Pingouin.

- Râle de Woodford (probablement incapable de voler)
- Râle à ailes barrées † (probablement incapable de voler)
- Râle wéka
- Râle de Lafresnaye
- Râle sylvestre
- Râle de Calayan
- Râle de Nouvelle-Bretagne
- Râle de Guam
- Râle d'Okinawa
- Râle roviana (incapable de voler ou très peu)[8]
- Râle tévéa †
- Râle de Dieffenbach †
- Râle des Chatham †
- Râle de Wake †
- Râle de Platen
- Râle atlantis : le plus petit[9] des oiseaux aptères
- Marouette de Laysan †
- Marouette des Hawaï †
- Marouette de Kusaie †
- Râle d'Ascension †
- Marouette de Henderson
- Râle de Wallace
- Râle géant
- Talève de Lord Howe † (probablement incapable de voler)
- Porphyrio mantelli †
- Talève takahé
- Gallinule punaé
- Gallinule d'Édith
- Gallinule de Tristan da Cunha †
- Gallinule de Gough
- Gallinule de Tasmanie
- Foulque géante (adultes seulement ; les jeunes peuvent voler)
- Adzebill †

### Charadriiformes
- Grand Pingouin †
- Diving Puffin †

### Falconiformes

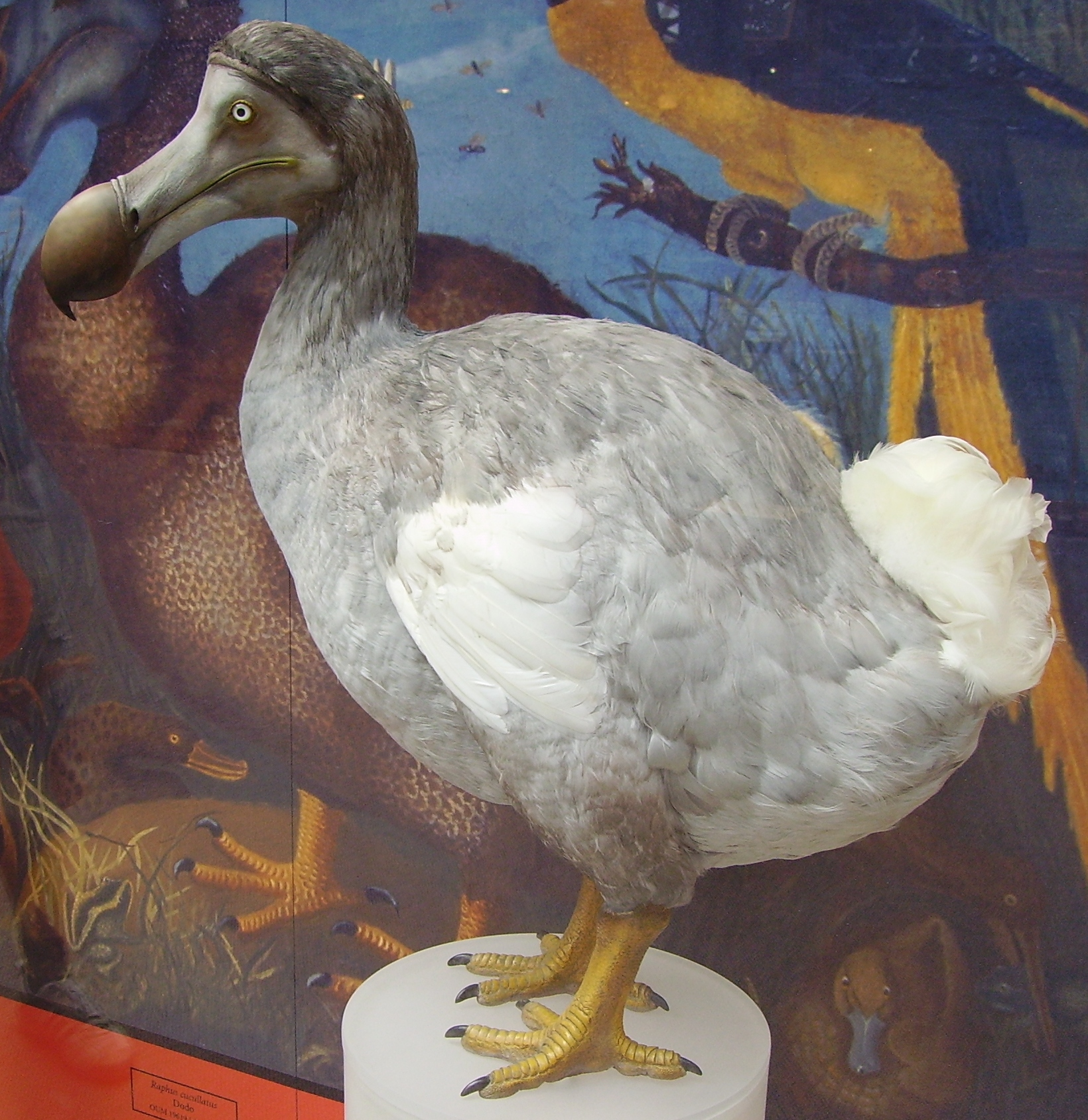
Dodo † (espèce disparue, ici reconstituée).

- Caracara tellustris †

### Psittaciformes
- Strigops kakapo

### Columbiformes
- Dodo †
- Dronte de Rodrigues †
- Natunaornis gigoura †

### Caprimulgiformes
- Aegotheles novazelandiae †

### Strigiformes
- Ornimegalonyx † (4 espèces)
- Athene cretensis † (probablement incapable de voler)
- Tyto pollens †

### Passeriformes
- Xénique de Stephens †
- Emberiza alcoveri †

## Galerie

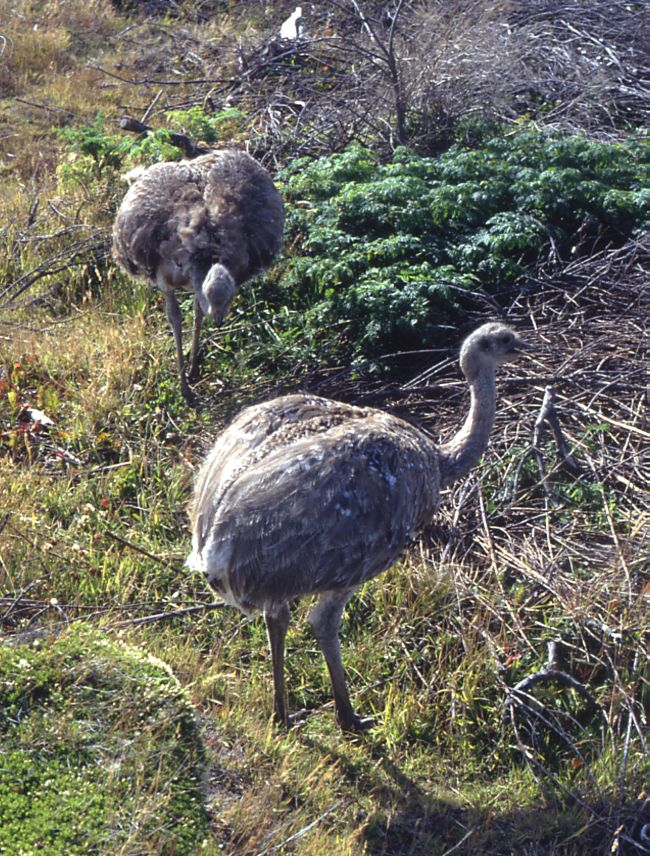
Nandou de Darwin
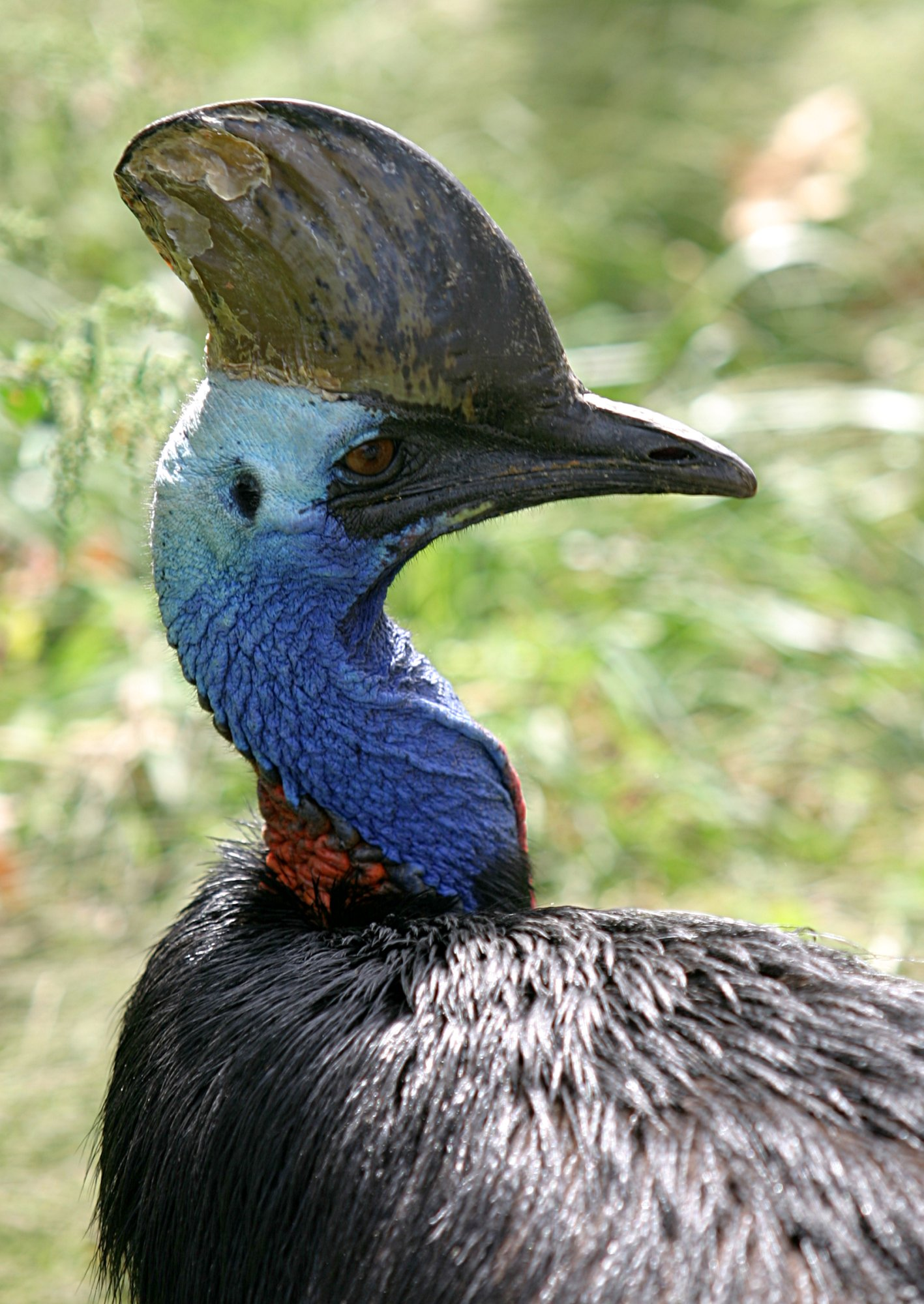
Casoar à casque
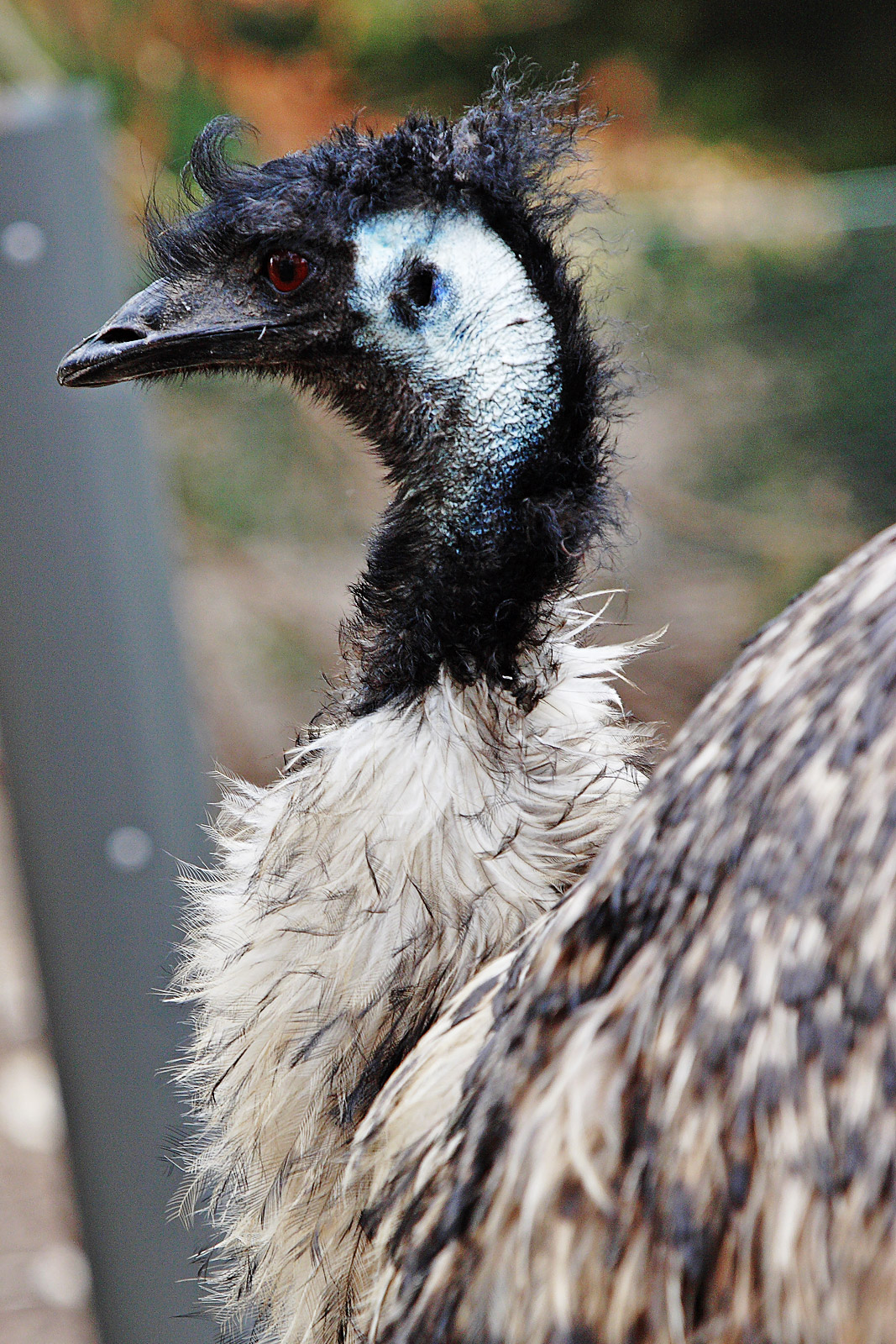
Émeu
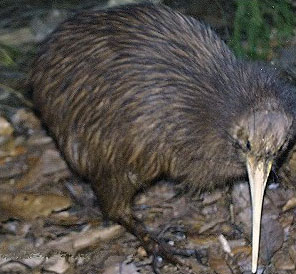
Kiwi de Mantell